# (5173) Stjerneborg
(5173) Stjerneborg (1988 EM1) – planetoida z pasa głównego asteroid okrążająca Słońce w ciągu 4,33 lat w średniej odległości 2,66 j.a. Odkryta 13 marca 1988 roku.